# Donnelsville

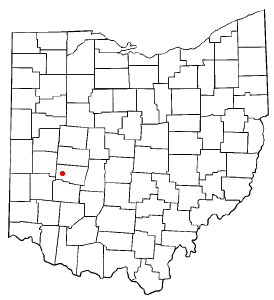
Donnelsville na planie stanu Ohio

Donnelsville – wieś w USA, w hrabstwie Clark, w stanie Ohio.
Liczba mieszkańców w 2010 roku wynosiła 304, a w roku 2012 wyniosła 302.